# Pontoptilus muticus
Pontoptilus muticus är en kräftdjursart som beskrevs av Georg Ossian Sars 1905. Pontoptilus muticus ingår i släktet Pontoptilus och familjen Calanidae. Inga underarter finns listade i Catalogue of Life.